# Érika Miranda
Érika de Souza Miranda (Brasília, 4 de juny de 1987) és una esportista brasilera que competeix en judo.
Va guanyar tres medalles al Campionat Mundial de Judo entre els anys 2013 i 2015, i nou medalles al Campionat Panamericà de Judo entre els anys 2006 i 2016. Als Jocs Panamericans va aconseguir tres medalles entre els anys 2007 i 2015.

## Palmarès internacional
| Campionat Mundial    | Campionat Mundial         | Campionat Mundial | Campionat Mundial |
| Any                  | Lloc                      | Medalla           | Categoria         |
| -------------------- | ------------------------- | ----------------- | ----------------- |
| 2013                 | Rio de Janeiro ( Brasil)  | 2                 | –52 kg            |
| 2014                 | Txeliàbinsk ( Rússia)     | 3                 | –52 kg            |
| 2015                 | Astanà ( Kazakhstan)      | 3                 | –52 kg            |
| Jocs Panamericans    |                           |                   |                   |
| Any                  | Lloc                      | Medalla           | Categoria         |
| 2007                 | Rio de Janeiro ( Brasil)  | 2                 | –52 kg            |
| 2011                 | Guadalajara ( Mèxic)      | 2                 | –52 kg            |
| 2015                 | Toronto ( Canadà)         | 1                 | –52 kg            |
| Campionat Panamericà |                           |                   |                   |
| Any                  | Lloc                      | Medalla           | Categoria         |
| 2006                 | Buenos Aires ( Argentina) | 3                 | –52 kg            |
| 2007                 | Mont-real ( Canadà)       | 3                 | –52 kg            |
| 2008                 | Miami ( Estats Units)     | 2                 | –52 kg            |
| 2011                 | Guadalajara ( Mèxic)      | 3                 | –52 kg            |
| 2012                 | Mont-real ( Canadà)       | 1                 | –52 kg            |
| 2013                 | San José ( Costa Rica)    | 3                 | –52 kg            |
| 2014                 | Guayaquil ( Equador)      | 1                 | –52 kg            |
| 2015                 | Edmonton ( Canadà)        | 1                 | –52 kg            |
| 2016                 | l'Havana ( Cuba)          | 1                 | –52 kg            |